# Freja Egebrand
Freja Matilda Egebrand, född 23 november 1984 i Gävle, är en svensk före detta fotbollsspelare. Hennes moderklubb är IFK Gävle.
Egebrand har spelat i Mallbacken, AIK, Brommapojkarna samt i IFK Gävle.